# 紅水仙溪
紅水仙溪，古名長豆溪，位於台灣北部之縣市管河川，幹流長度11.71公里，流域面積17.18平方公里，分佈於新北市八里區、林口區。主流發源於林口區林口聚落東側，先向北流入八里區境，經林口水資源回收中心後於長道坑頭轉向北北東後轉北流，再經小坑、長道坑口、倒松、大坑口，最終於鄭厝路口東北側注入台灣海峽（台北港區）。
紅水仙溪得名自紅褐色的溪流，因其發源於充滿紅土的林口台地。1990年經濟部不明緣由登記名稱為「水仙溪」，經地方努力考證和爭取後於2023年復名紅水仙溪。

## 水系主要河川
以下由下游至源頭列出水系主要河川，其中粗體字為主流河道。
- 紅水仙溪：新北市八里區、林口區
  - 荖阡坑溪：八里區
  - 楓林坑溪：八里區
  - 小坑溪：八里區
  - 長道坑溪：八里區、林口區